# Den stora gruvstrejken
Den stora gruvstrejken (originaltitel: Germinal) är en roman från 1885 av Émile Zola. Boken har även givits ut på svenska under titlarna Vårbrodd, Den stora strejken och Dagbräckning.

## Handling
Den unge maskinarbetaren Etienne Lantier – som tillhör släkten Rougon-Macquart – strövar omkring i norra Frankrike efter ha blivit avskedad från sitt tidigare arbete. Han kommer till gruvbyn 240 i Voreux, där han får arbete, och bor som inackorderad hos familjen Maheu, som arbetat i gruvan i flera generationer.
Familjen Maheu består av Maheu och hans fru, farfar Bonnemort, Zacharie, Catherine, Jeanlin, minstingen Estelle och ett par barn till. Farfar Bonnemorts farfars far var den förste i släkten att arbeta i gruvan, cirka 100 år tidigare. Livet för gruvarbetarna är mycket hårt och de har nätt och jämnt så att det räcker till mat. Samtidigt minskar gruvbolagets förtjänster, vilket föranleder sänkta löner genom svepskälet att arbetarna måste betala för de förtimringar de gör.
Etienne, som under sin tid i Voreux fördjupat sig inom socialismen och lärt känna den ryske socialistanarkistiske maskinisten Suvarin, manar till strejk. Strejken har till följd att gruvarbetarna börjar svälta, i det att gruvbolaget inte ger efter för gruvarbetarnas krav på högre lön. Flera gruvarbetare dör av svält i gruvbryn, däribland dottern Azarie i familjen Maheu. Andra blir skjutna till döds av gendarmer efter att de försökt förstöra gruvornas maskiner, däribland Maheu. Farfar Bonnemort stryper även gruvbolagsdirektörens enda barn, Cécile, till döds. Det hela slutar med att arbetarna ger vika för gruvbolaget och far ner i gruvan igen. Dock har Suvarin saboterat så att gruvan rasar samman. Etienne och Catherine blir instängda tillsammans och erkänner då för varandra den undertryckta kärlek, som de hela tiden haft för varandra, men inte vågat ge uttryck för. Catherine dör, men Etienne blir i sista stund räddad och beslutar sig, efter att han återhämtat sig, för att lämna gruvbyn och ger sig ut på landsvägen igen.